# Lorenzo Milesi
Lorenzo Milesi (født 19. marts 2002 i San Giovanni Bianco) er en cykelrytter fra Italien, der er på kontrakt hos Movistar Team.
Ved U23-enkeltstarten under VM i landevejscykling 2023 vandt Milesi guldmedalje.